# Демченко, Мария Софроновна

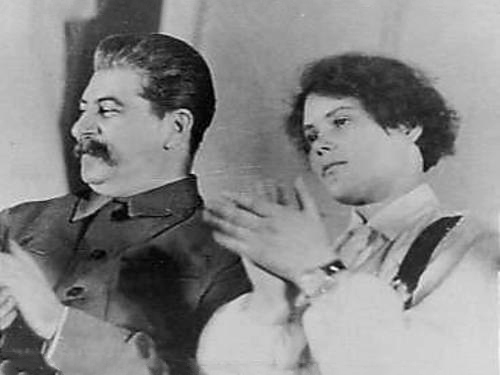
Сталин и Демченко, 1935

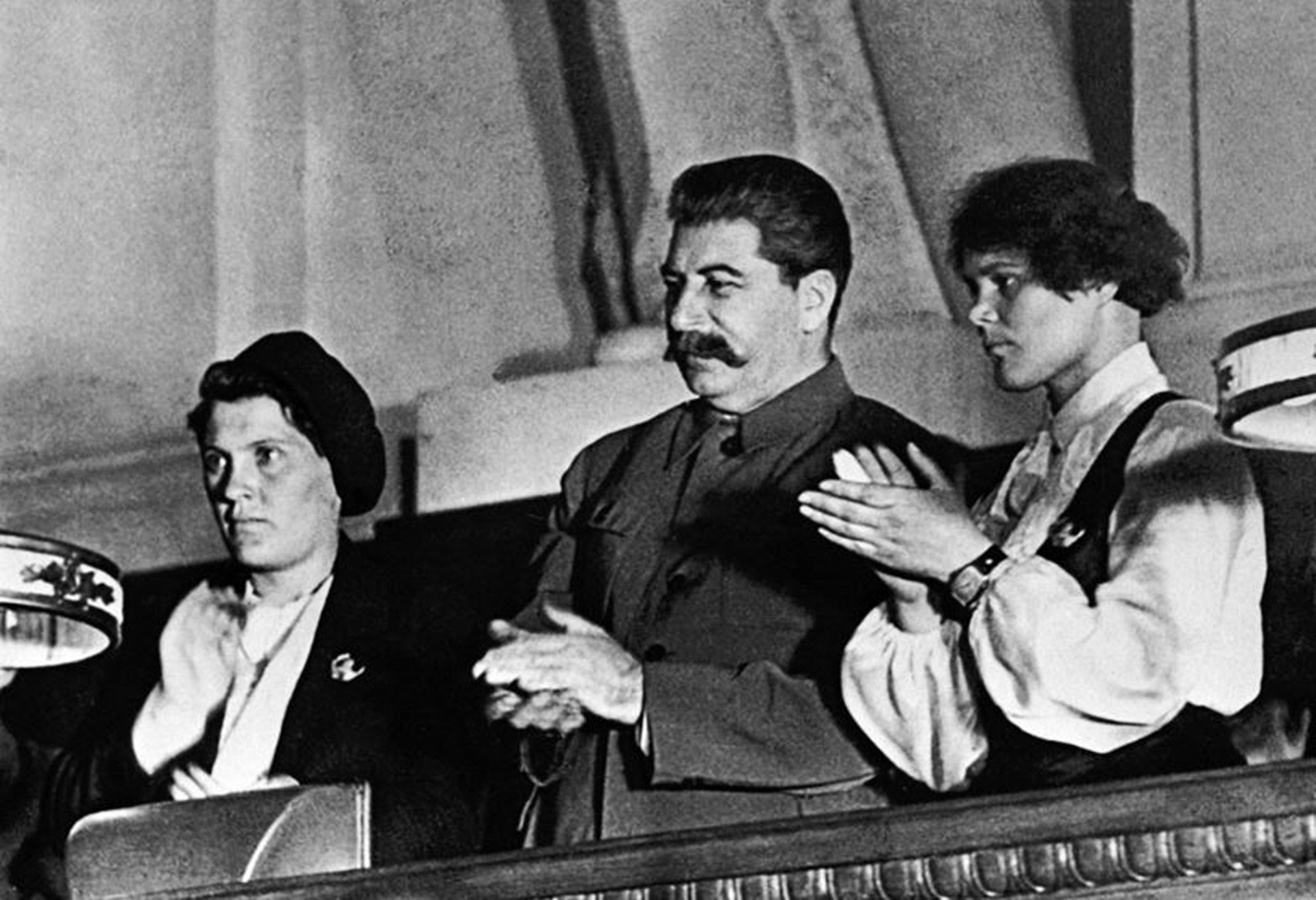
Ангелина и Демченко (справа) со Сталиным на X съезде ВЛКСМ, 1936.

Мария Софроновна Демченко (26 августа (8 сентября) 1912 года, Староселье — 1995, Староселье) — советская колхозница и впоследствии агроном, ставшая инициатором массового колхозного движения за сбор как можно более крупных урожаев сахарной свёклы.

## Биография
О её молодости известно мало. В 1930 году за трудовую активность была назначена звеньевой колхоза имени Коминтерна Городищенского района, исполняла эти обязанности до 1936 года. Была делегатом 2-го Всесоюзного съезда колхозников-ударников 1935 года, на котором выступила и пообещала Сталину ускорить темпы выращивания сахарной свёклы до 500 центнеров с одного гектара, в скором времени даже перевыполнив его и получив 523,7 центнера. После этого активно распространяла информацию о своём успехе, что инициировало создание так называемого «движения пятисотниц», ставшего крупным социалистическим соревнованием.
В 1937—1946 годах депутат Верховного Совета СССР 1-го созыва.
В 1939 году вступила в ВКП(б). В 1945 году окончила Киевский сельскохозяйственный институт. После чего получила назначение на должность агронома в колхозе имени Васильева Дымерского района Киевской области, на которой работала до 1958 года, поступив затем в аспирантуру Украинской академии сельскохозяйственных наук.
Окончив её в 1961 году, вернулась на работу в ставший совхозом колхоз имени Васильева, возглавляя различные опытные участки. В 1965 году вышла на пенсию. Жила в Киеве, в Липках.
Её смерть в 1995 году прошла незамеченной. Похоронена в родном селе.

## Награды
- Большая золотая медаль ВСХВ (1939)
- Орден Ленина

## Память
- В её честь названы улицы в Гродно, Одессе и Краснодаре.

## В литературе
- Шмерлинг В. Мария Демченко. — М.: Молодая гвардия, 1936.